# Istočni Mojstir
Istočni Mojstir (cirill betűkkel Источни Мојстир) település Szerbiában, a Raškai körzet Tutini községében.

## Népesség
- 1948-ban 398 lakosa volt.
- 1953-ban 437 lakosa volt.
- 1961-ben 490 lakosa volt.
- 1971-ben 398 lakosa volt.
- 1981-ben 270 lakosa volt.
- 1991-ben 159 lakosa volt.
- 2002-ben 138 lakosa volt,[1] akik mindannyian szerbek.[2]

| Lakosok száma | 270  | 159  | 138  |
|               | 1981 | 1991 | 2002 |